# Двигун Toyota NZ
| Toyota NZ                      | Toyota NZ                                       |
| ------------------------------ | ----------------------------------------------- |
|                                |                                                 |
| Виробник:                      | Toyota                                          |
| Марка:                         | Toyota NZ                                       |
| Тип:                           | Чотирициліндровий двигун                        |
| Робочий об'єм:                 | - 1.3 л (1,299 см3) - 1.5 л (1,497 см3) см3     |
| Максимальна потужність:        | 55–110 кВт (74–148 к.с.) кВт                    |
| Максимальний обертовий момент: | 111–200 Н⋅м (82–148 фунт⋅фут) Н·м               |
| Хід поршня:                    | - 73.5 мм (2.89 дюйма) - 84.7 мм (3.3 дюйма) мм |
| Діаметр циліндра:              | - 75 мм (3.0 дюйма) мм                          |
| Охолодження:                   | рідинне охолодження                             |
| Матеріал блоку циліндрів:      | алюміній                                        |
| Матеріал ГБЦ:                  | алюміній                                        |
| Рекомендоване паливо:          | Бензин                                          |

Сімейство двигунів Toyota NZ — рядні 4 поршневі двигуни. У серії 1NZ використовуються алюмінієві блоки двигунів і головки циліндрів DOHC. Він також використовує послідовне впорскування палива та має 4 клапани на циліндр із VVT-i.
Двигуни виробляються на заводі Toyota Kamigo у місті Тойота, Айті, Японія (1NZ для Prius, NZ для Vitz та ist та для Sienta);  компанією Siam Toyota Manufacturing у Чонбурі, Таїланд (Нова Зеландія для автомобілів NBC, таких як 1NZ-FE для Yaris і Vios); і Indus Motor Company в Карачі, Пакистан (2NZ для Corolla).

## 1NZ-FXE

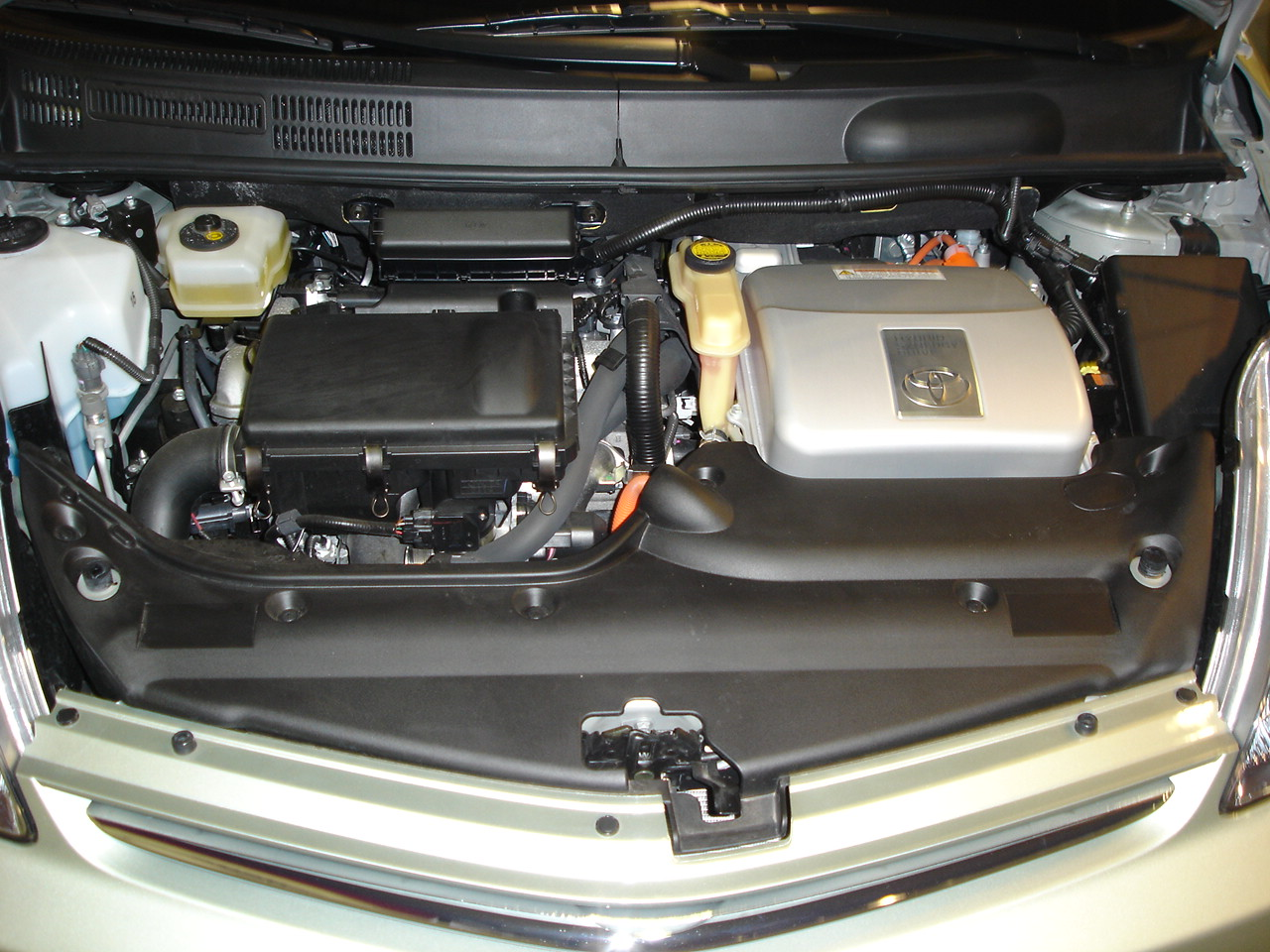
1NZ-FXE та електродвигун

1NZ-FXE є гібридом 1,5 л (1 497 см3) версія. Діаметр і хід 75 мм × 84,7 мм (2,95 дюйм × 3,33 дюйм). Він має ковані сталеві шатуни та алюмінієвий впускний колектор. Двигун має високий фізичний ступінь стиснення 13,0:1, але закриття впускного клапана відбувається із затримкою для ефективного ступеня стиснення 9,5:1. Кінцевим результатом є те, що двигун має більше ефективного розширення, ніж стиснення, що робить його імітованим циклом Аткінсона, а не звичайним циклом Отто.
Зменшення заряду циліндра означає зниження крутного моменту та вихідної потужності, але ефективність підвищується. Ця комбінація робить 1NZ-FXE придатним для використання з Hybrid Synergy Drive, де максимальний крутний момент і потужність можуть бути задоволені електродвигуном і акумулятором. Вихід 76 к. с. (57 кВт; 77 PS) по 5000 об/хв зі 115 Н⋅м (85 фунт⋅фут) крутного моменту при 4000 об/хв. Пікова теплова ефективність становить близько 37%. Виробництво було припинено у 2009 році з появою 3-го покоління Prius, яке замінило 1NZ-FXE на 2ZR-FXE.
У 2012 році після появи Prius c (Північна Америка), Aqua (Японія) і Yaris Hybrid (Європа) була представлена вдосконалена версія. Без будь-яких аксесуарів з ремінним приводом і фізичним ступенем стиснення 13,4:1 нова версія забезпечує продуктивність 74 к. с. (55 кВт; 75 PS) о 4800 об/хв зі 111 Н⋅м (82 фунт⋅фут) крутного моменту при 3600–4400 об/хв.
1NZ-FXE Hybrid Synergy Drive в Toyota Prius отримав кілька нагород Міжнародного двигуна року:
- Найкращий екологічний 2000
- Кращий екологічний 2001
- Найкраща економія палива 2005
- Найкращий 1,4-1,8-літровий 2005[5]
- Найкраща економія палива 2006
- Найкращий 1,4-1,8-літровий 2006[5]

Застосування:
- Toyota Corolla (Axio/Fielder)
- Toyota Prius (XW10 і XW20)
- Toyota Prius c/Toyota Aqua
- Toyota Probox[6]
- Toyota Sienta (XP170)
- Toyota Yaris

## 1NZ-FXP

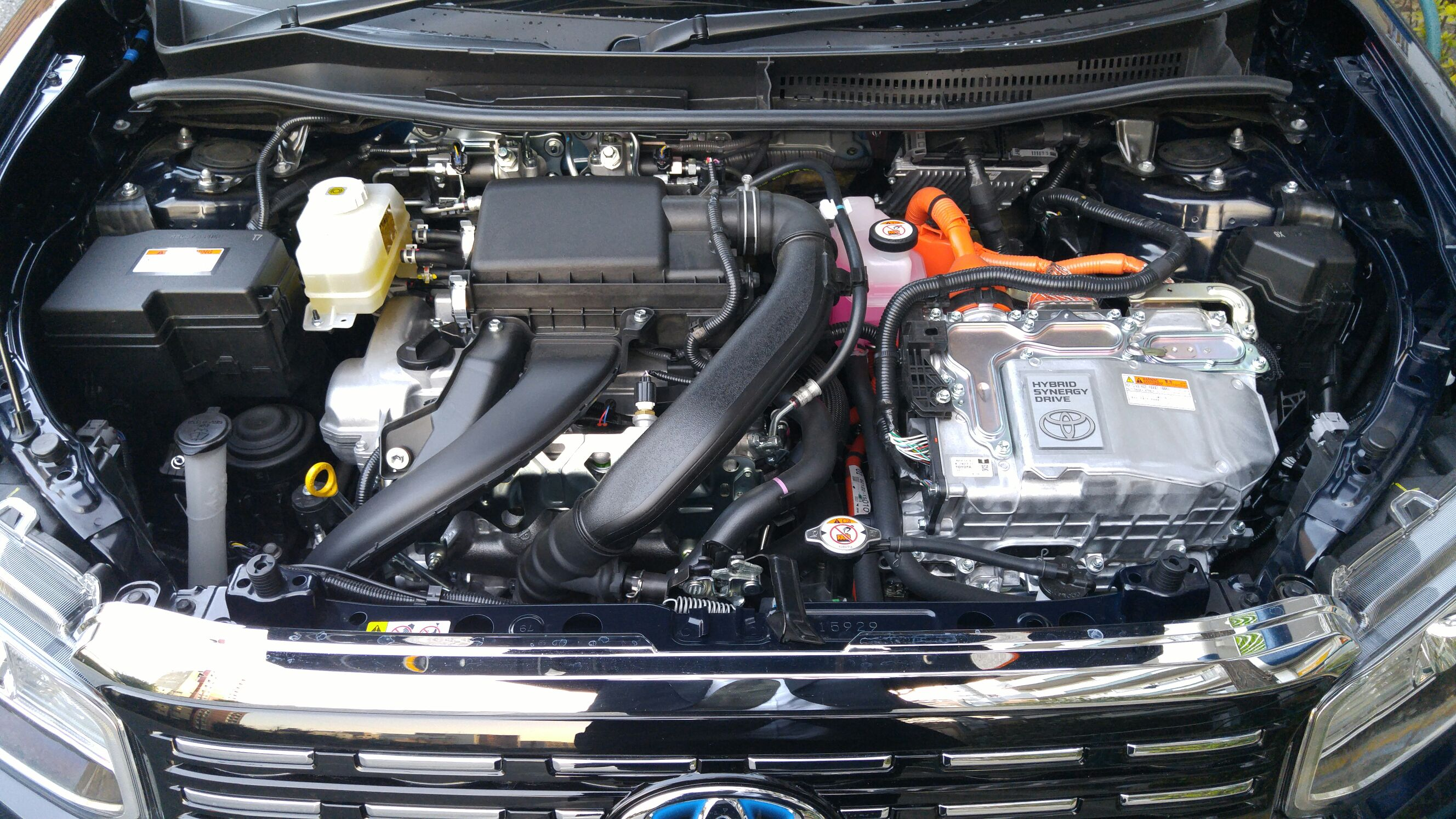
1NZ-FXP

1NZ-FXP є гібридом 1,5 л (1 497 см3) версія. Діаметр і хід 75 мм × 84,7 мм (2,95 дюйм × 3,33 дюйм). Він має ковані сталеві шатуни та алюмінієвий впускний колектор. Двигун має високий фізичний ступінь стиснення 13,0:1, але закриття впускного клапана відбувається із затримкою для ефективного ступеня стиснення 9,5:1. Кінцевим результатом є те, що двигун має більше ефективного розширення, ніж стиснення, що робить його імітованим циклом Аткінсона, а не звичайним циклом Отто.
Застосування:
- Toyota JPN Taxi (NTP10)

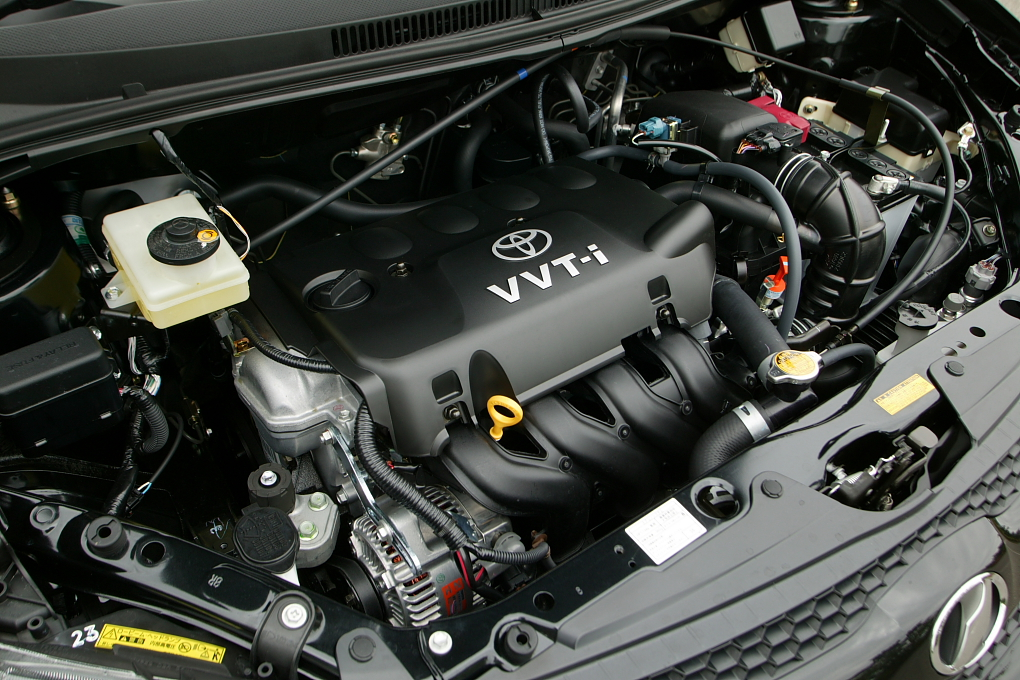
1NZ-FE

1NZ-FE - це 1,5 л (1 497 см3) звичайний варіант 1NZ-FXE з циклом Отто з VVT-i на впускному розподільчому валу. Блок двигуна є в багатьох моделях Toyota, що збираються в Японії та країнах Азії. Зберігає ті самі діаметр і хід, але ступінь стиснення знижено до 10,5:1. Вихід 109 к. с. (81 кВт; 111 PS) на 6000 об/хв зі 141 Н⋅м (104 фунт⋅фут) крутного моменту при 4200 об/хв. Червона лінія - 6400 об/хв.
Застосування:
- Toyota Vios / Toyota Belta
- Toyota Yaris / Echo
- Scion xA / Toyota ist
- Scion xB (XP30) (1-е покоління)/ Toyota bB (XP30) (1-е покоління)
- Toyota Raum
- Toyota Porte
- Toyota Platz
- Toyota Auris
- Toyota Fun Cargo / Toyota Yaris Verso
- Тойота Преміо
- Toyota Allion
- Toyota Corolla (Axio/Fielder, RunX, Allex, Spacio)
- Toyota Sienta
- WiLL VS
- Toyota Probox
- Toyota Ractis
- Geely CK (Виробляється за ліцензією)
- Geely MK (Випускається за ліцензією)
- Great Wall Voleex C10
- Great Wall Voleex C30

## 1NZ-FE Турбо
1NZ-FE Turbo — це 1,5 л (1 497 см3) з проміжним охолоджувачем повітря-повітря з турбонаддувом, звичайний варіант циклу Отто 1NZ-FE з VVT-i. Блок двигуна є в багатьох моделях Toyota, зібраних в країнах Азії. Зберігає той самий діаметр і хід. Вихід 141—148 к. с. (105—110 кВт; 143—150 PS) на 6000 об/хв з 196—200 Н⋅м (145—148 фунт⋅фут) крутного моменту при 4200-4800 об/хв. Червона лінія — 6400 об/хв.
Застосування:
- Toyota Vios Turbo (Таїланд)
- Toyota Vitz RS Turbo/TRD Turbo M/GRMN Turbo (Японія)
- Toyota Yaris T-Sport Turbo (лімітований тираж 400 одиниць) (Європа)
- Toyota Corolla Axio GT (Японія)

## 2NZ-FE
2NZ-FE — це 1,3 л (1 299 см3) версія. Діаметр і хід 75 мм × 73,5 мм (2,95 дюйм × 2,89 дюйм) зі ступенем стиснення 10,5:1. Вихід 63 кВт (84 к. с.; 86 PS) на 6000 об/хв зі 121 Н⋅м (89 фунт⋅фут) крутного моменту при 4400 об/хв. У 2000 році він отримав нагороду «Міжнародний двигун року» в категорії від 1 до 1,4 літра.
Застосування:
- Toyota Yaris / Echo / Vitz
- Toyota Fun Cargo / Toyota Yaris Verso
- Тойота Віос / Белта
- Toyota Platz
- Toyota Porte
- Toyota Corolla (E140), лише Пакистан
- Toyota Corolla (E170), тільки Пакистан
- Toyota bB
- Toyota Ist
- Toyota Corolla (E120), тільки для Японії та Близького Сходу
- Nanjing Yuejin Soyat (на базі марки SEAT Ibiza я)
- Toyota Probox